# 森荷葉
森 荷葉（もり かよう、1958年 - ）は、東京都杉並区出身の和文化総合プロデューサー（和文化プランナー）、エッセイスト。現在、株式会社荷葉亭代表取締役社長のほか、シルク&ゼン株式会社取締役、山野草専門・和花店「花坊主」（現在閉店）、「きもの和處東三季」「おもてなしカンパニー」取締役、東レきものブランド「かよういろ」デザイナー。テレビ出演はNHK教養番組から民放バラエティまで幅広い。TBSテレビの報道情報番組「イブニングワイド」で月曜コメンテーターを務めていた。

## 経歴
料亭を経営していた父と華道師範の母の下で、幼少期から茶道に親しむ。それ以来、和の文化の基本である着物を広め、日本の伝統文化を残そうと志す。大学卒業後、結婚。10年間の専業主婦生活ののち、株式会社荷葉亭を立ち上げる。
明治記念館文化総合プロデュース顧問、宝塚現役地方公演招致プロデューサー、ミサワ・インテリア・スクール講師、（株）キハチアンドエスサービスマナー教育、各種レストラン・コンサルティングなどを務める。
茶道・書道・華道・香道・上方舞・狂言等諸芸に通じ、古美術にも造詣が深い。

## メディア出演
- 2時っチャオ![1]
- おしゃれ工房（NHK教育）
- イブニングワイド（TBSテレビ、月曜コメンテーター）

ほか多数

## 著書
- 『きものレッスン』筑摩書房、1997年
- 『知って得する和のおけいこ』筑摩書房、2000年
- 『和風えれがんとマナー講座』PHP研究所（PHP文庫）、2001年
- 『女を磨く31日』文芸社、2002年
- 『きものでいい女になる』大和書房、2003年
- 『きもの、着ようよ!』筑摩書房（著者は平野恵理子、監修担当）、2003年。2008年ちくま文庫。
- 『「きもの」は女の味方です。』PHP研究所（PHP文庫）、2004年
- 『森荷葉の「魅せる」マナー上手』主婦と生活社、2004年
- 『ひとりでキチッと着付け&帯結び』PHP研究所、2005年
- 『和のシンプル生活』筑摩書房、2005年
- 『知ってるようで知らない日本の作法』幻冬舎コミックス、ことば探偵団と共著、2007年
- 『現代なでしこマナー30』幻冬舎コミックス、2007年
- 『「和のおけいこ」事始め』講談社+α文庫、2009年
- 『大人のゆかた入門』講談社の実用BOOK、2010年
- 『ひとりを楽しむ暮らし』中経の文庫／中経出版、2010年
- 『[オーディオブックCD] 森荷葉の「魅せる」マナー上手』主婦と生活社、2010年
- 『写真でわかる　きもの用語辞典』ナツメ社、2010年
- 『ようこそ荷葉亭へ　もてなしおつまみ65』講談社のお料理BOOK、2011年
- 『一生、愛されるための80の技』マガジンハウス、2011年